# Berggöl (Hjorteds socken, Småland)
Berggöl är en sjö i Västerviks kommun i Småland och ingår i Botorpsströmmen-Marströmmens kustområde.